# 코카콜라 컴퍼니의 제품 목록
코카-콜라 컴퍼니의 제품 목록은 코카-콜라 컴퍼니의 제품 판매 목록이다. 다만, 제품 목록은 나라마다 현지법인 달라서 목록이 다르다.

## 대한민국에서 판매 중인 제품
- 코카-콜라
- 환타
- 파워에이드
- 미닛메이드
- 스프라이트
- 슈웹스
- 닥터페퍼
- 번 인텐스
- 아쿠아리스 토레타
- 태양의 마테차
- 태양의 홍차화원
- 씨그램
- 골드피크
- 강원평창수[1]

### 대한민국 내에서 개발된 음료
- 킨사이다(해태 HTB생산)
- 암바사
- 갈아만든 배 (해태 HTB생산)
- 써니텐(해태 HTB생산)
- 갈배사이다(해태 HTB생산)
- 갈아만든배 by 숙취비책(해태 HTB생산)
- 코코팜 (해태 HTB생산)

### 일본브랜드 수입
- 쿠우 (미닛메이드)
- 조지아
- 휘오순수
- 태양의 마테차,태양의 식후비법
- 태양의 원차 보리,옥수수

## 같이 보기
- 한국 코카-콜라
- 해태HTB
- 코카-콜라 컴퍼니
- 일본 코카-콜라